# 西博斯特尔
西博斯特尔是德国石勒苏益格－荷尔斯泰因州的一个市镇。总面积4.14平方公里，总人口115人，其中男性54人，女性61人（2011年12月31日），人口密度28人/平方公里。